# Ślęża
Die Ślęża oder die Sobótka (lateinisch mons Silensis, deutsch Zobtenberg, auch kurz Zobten, seltener Siling, im Dialekt Zotabarg nach dem Gedicht „Bergkrach“ von Paul Keller) ist ein Berg in der Woiwodschaft Niederschlesien in Polen. Er ist mit 718 m der höchste Gipfel des Zobten-Massivs. Der zweite Hauptgipfel ist die 573 m hohe Radunia (Geiersberg). Beide trennt der Oberlauf des Sulistrowicki Potok (Silstrowitzer Bach).

## Geographische Lage

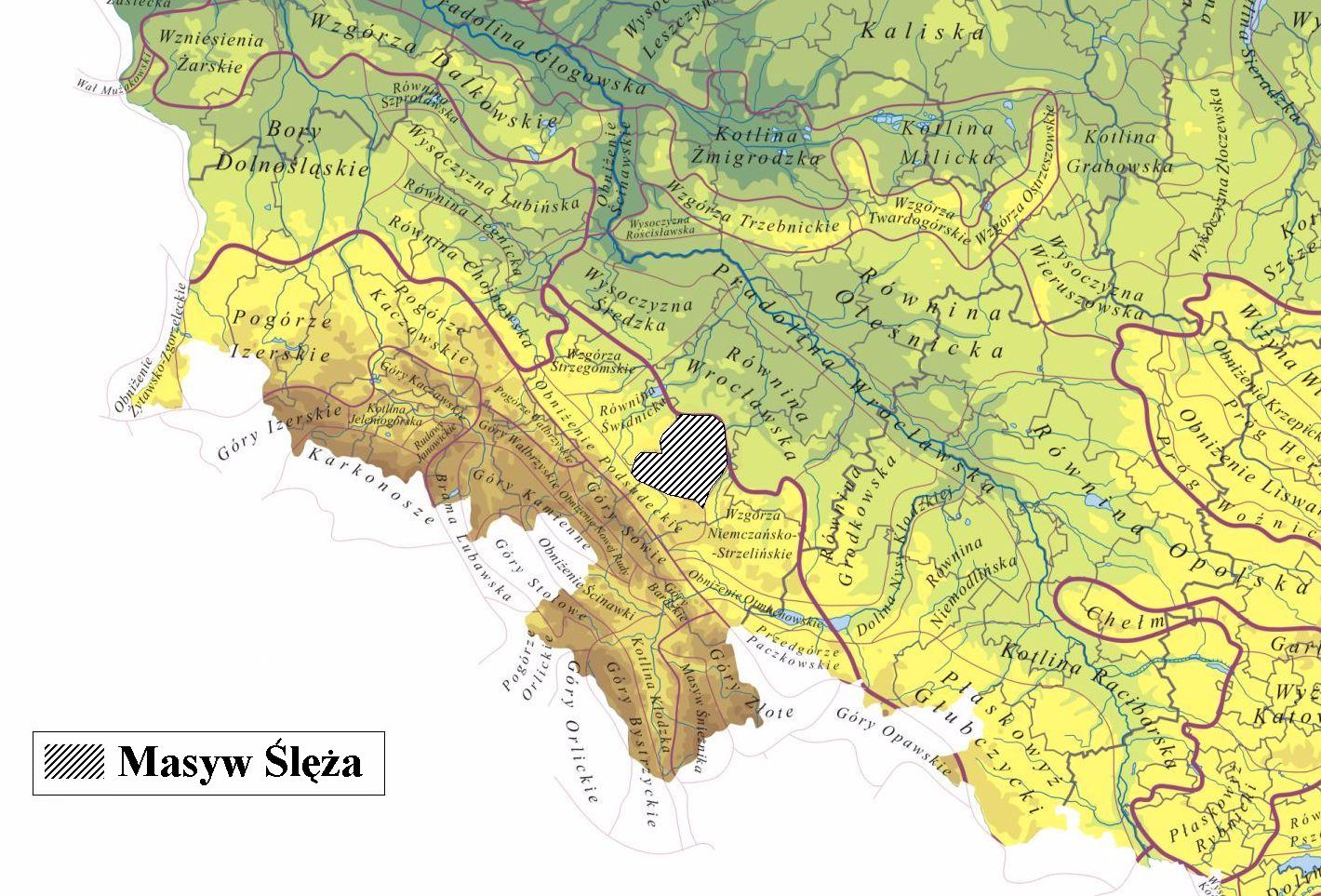
Lage des Zobtengebirges

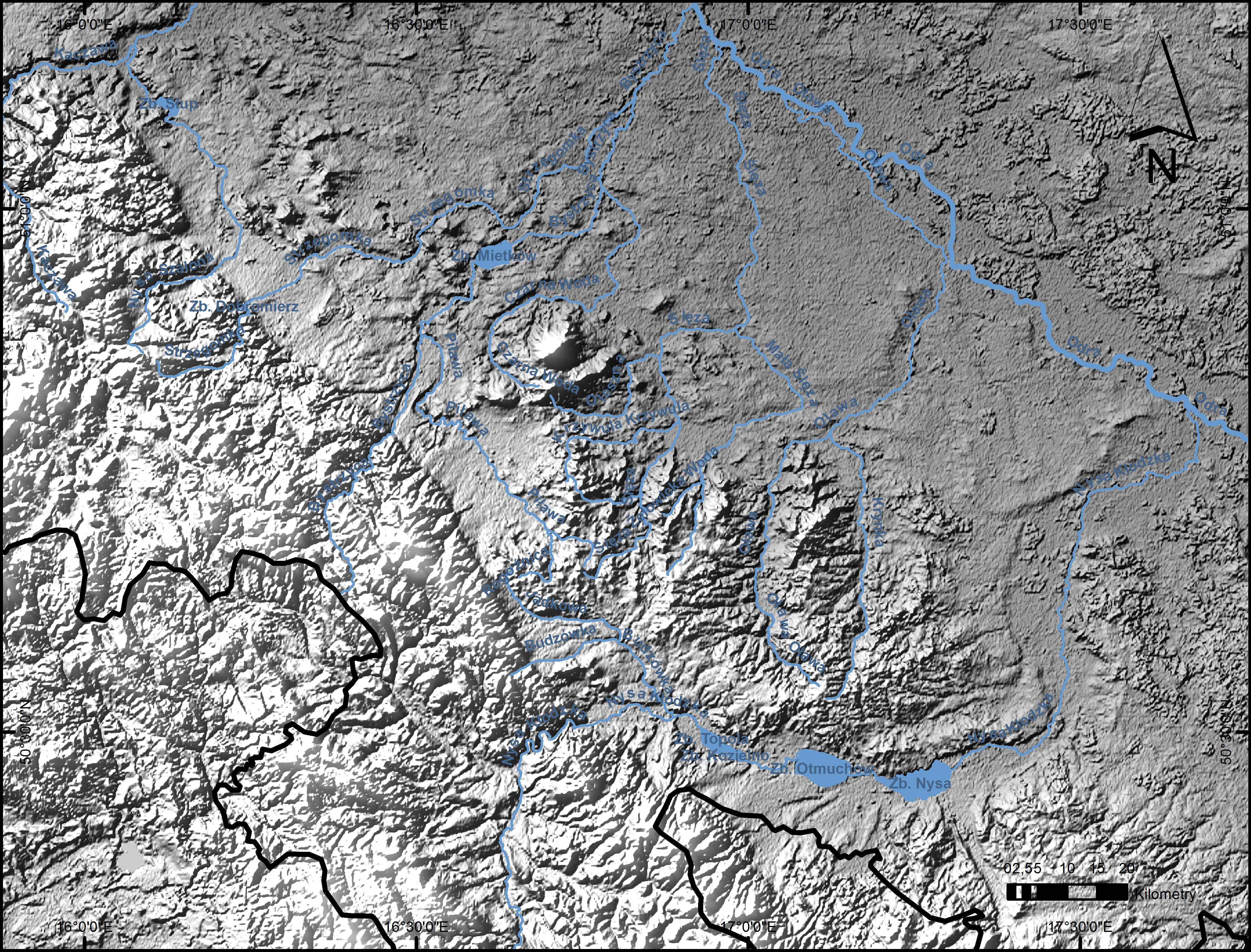
Deutlich erkennbar die isolierte Lage des Zobtengebirges

Das sich aus der niederschlesischen Ebene erhebende Berg-Massiv liegt 35 km südwestlich von Breslau zwischen den Tälern der Ślęza und der Bystrzyca Świdnicka (Schweidnitzer Weistritz) und gilt als eines der Wahrzeichen Schlesiens. Das Zobten-Massiv ist in Nord-Süd-Richtung etwa 10 km lang und in West-Ost-Richtung zwischen Sady und Będkowice etwa sechs km breit. An seiner Nordostflanke liegt die Stadt Sobótka (Zobten am Berge).

## Geologie
Das Zobten-Massiv besteht fast gänzlich aus dunkelgrau gefärbtem Zobten-Gabbro, einem Gestein mit granitähnlichen Eigenschaften (Plutonit). Der olivinfreie Gabbro setzt sich vor allem aus Plagioklas und Hornblende zusammen, und akzessorisch (unter 1 Prozent) kommen Titanmagneteisen und Apatit vor. Das Gabbrovorkommen ist stark zerklüftet und verwittert wollsackartig und hat dabei z. T. skurrile Block- und Felsskulpturen hervorgebracht. Der Gabbro vom Zobten ist ein widerstandsfähiges und verwitterungsfestes Gestein und fand vor allem als Schotter Verwendung.
Es treten vereinzelt auch Gangquarze und Serpentinite in den Klüften des Zobten auf.
Das Zobten-Massiv ist ein fossiler Inselberg, der im warm-humiden Klima des frühen Tertiärs entstand.

## Flora und Vegetation
Die potentielle natürliche Vegetation des Zobten-Massivs sind montane Waldschwingel-Buchenwälder (Festuco altissimae-Fagetum). Als weitere Arten der mitteleuropäischen Bergregionen treten in der Krautschicht dieser Wälder Hasenlattich (Prenanthes purpurea), Berg-Goldnessel (Lamium montanum) und Quirlblättrige Weißwurz (Polygonatum verticillatum) auf. Verbreitet sind auch Blockschuttwälder, die fast durchweg vom Bergahorn, aber auch aus Bergulme gebildet werden. Am Zobtengipfel bestehen größere Blockschutthalden, die von Krustenflechten und Laubmoosen besiedelt werden. Stellenweise ist dort ein schütterer Ebereschen-Pionierwald aufgewachsen.
Die im Zobten-Massiv verbreitete Fichte kommt dort ebenso wie die Europäische Lärche von Natur aus nicht vor und wurde als schnell wachsender Bauholzlieferant forstlich eingebracht.
Südlich von Sulistrowiczki haben sich Sümpfe gebildet, in denen Niedermoorbereiche und Feuchtwiesen erhalten geblieben sind. Dort kommen die seltenen Feuchte- und Nässezeiger Sumpf-Siegwurz (Gladiolus palustris), Trollblume (Trollius europaeus), Breitblättriges Knabenkraut (Dactylorhiza majalis) und Pracht-Nelke (Dianthus superbus) vor.
Der Zobten-Serpentin hat eine eigene Flora hervorgebracht, für die der Keilblättrige Serpentin-Streifenfarn (Asplenium cuneifolium) charakteristisch ist.

## Naturschutz
Das Massiv und sein näheres Umfeld sind als Landschaftsschutzgebiet ausgewiesen. Die Gipfelregionen von Zobten und Radunia sowie die Sümpfe bei Sulistrowiczki (deutsch Klein Silsterwitz) sind Naturschutzgebiete. Das Naturschutzgebiet Zobten-Gipfel besteht seit 1954 und ist 141,4 ha groß.

## Geschichte

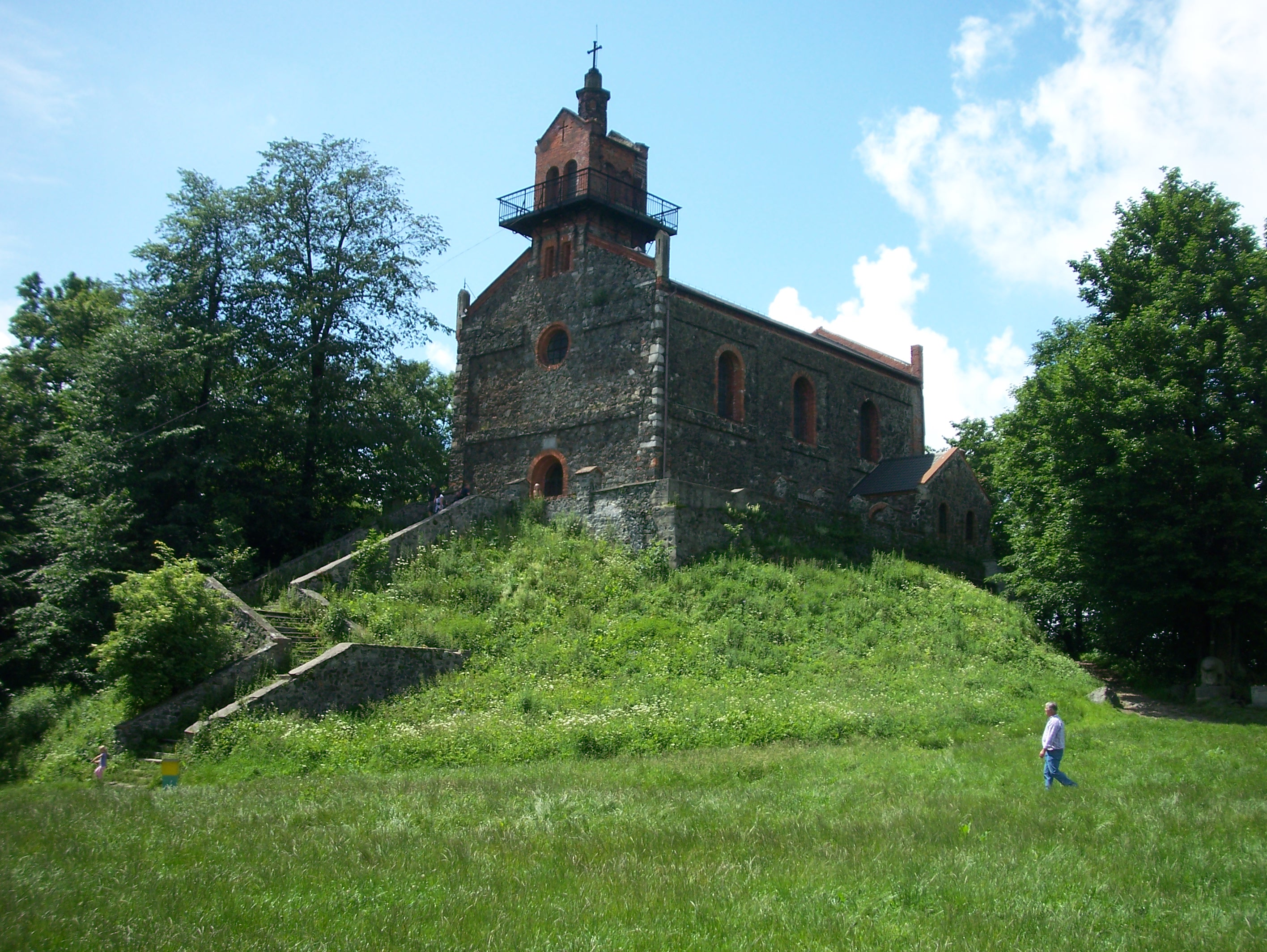
Kapelle auf dem Gipfel des Zobten

Auf dem Gipfel des Berges befand sich eine vorzeitliche Kultstätte, die vermutlich in der Bronzezeit entstand. Hier vermutete man den Hain des germanischen Götterpaares Alcis, den Tacitus ca. 98 n. Chr. in seinem Werk Germania erwähnt. Es wird auch angenommen, dass der Zobten jener Berg ist, von dem bereits Thietmar von Merseburg als früheres heidnisches Heiligtum berichtet hatte, von dem sich der Name des Gaues Slensane herleite. Aus dem Jahre 1148 ist der Berg als mons silecii überliefert. Ungeklärt bleibt, ob sich der Name des Berges von dem Stamm der Silinger herleitet oder von den Slensanen.
In der Mitte des 13. Jahrhunderts befand sich auf dem Slenz eine Gipfelburg, die nach 1296 als Raubnest geschleift wurde. Eine um 1350 an ihrer Stelle errichtete kleine Wehrburg wurde 1471 aus gleichem Grunde durch die Stadt Breslau zerstört.

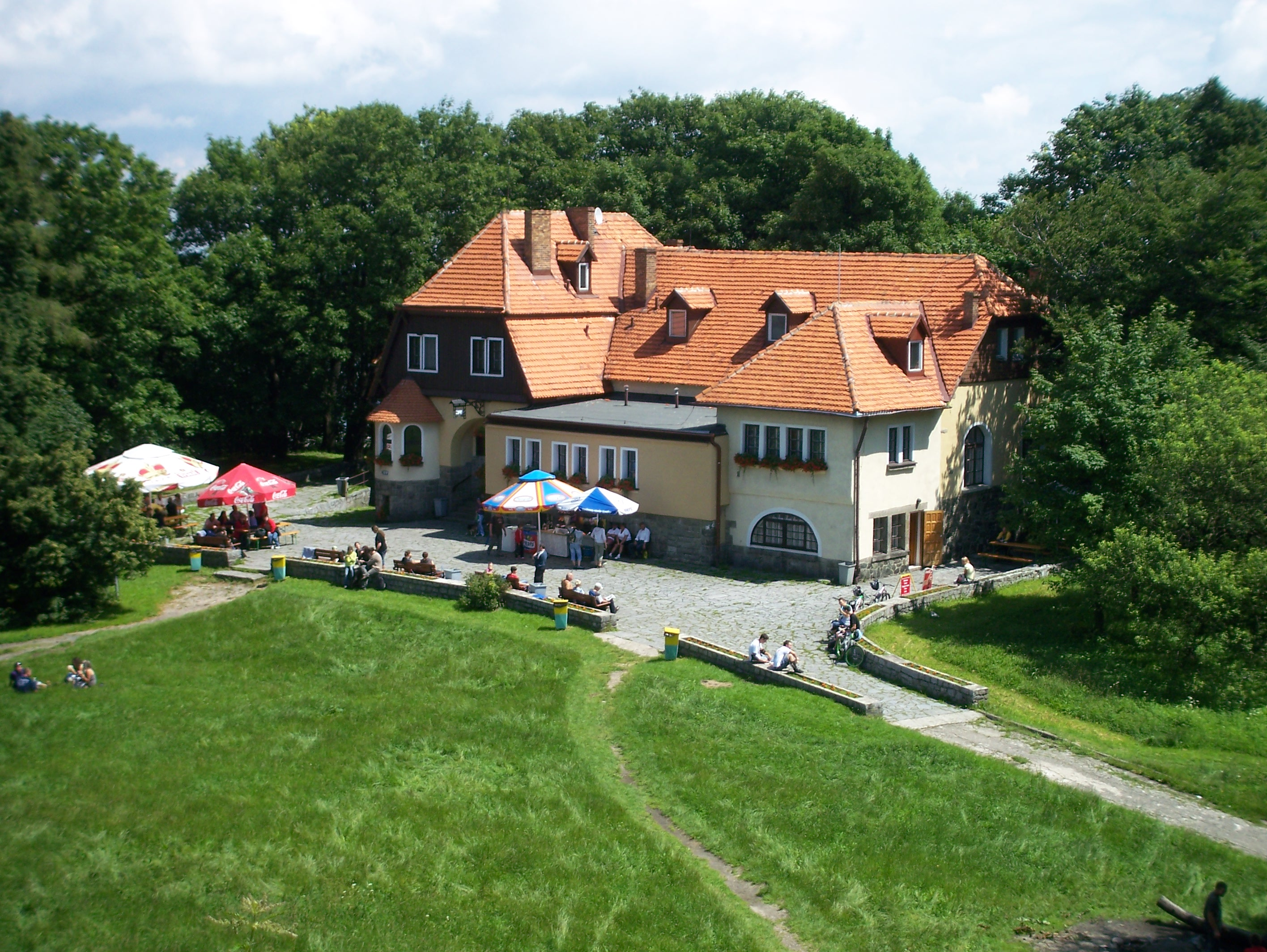
Bergbaude

Der Berg, der zuvor hälftig im Besitz des Herzogtums Schweidnitz und des Breslauer Sandstifts war, ging 1494 ganz in den Besitz des Stifts über, das auf dem Berg eine Wallfahrtskapelle errichten ließ. Zwischen 1698 und 1702 wurde die Kapelle Mariä Heimsuchung erneuert. 1834 zerstörte ein Blitzschlag das Gebäude. Für den Wiederaufbau in den Jahren 1851 und 1852 griff man auf die Pläne des Baumeisters Gericke zurück; ein Entwurf von Karl Friedrich Schinkel fand dabei keine Berücksichtigung. Ferner wurde der „Heilige Berg Schlesiens“, der Zobten, auf dem sich seit dem 5. Jahrhundert keltische und germanische Kultstätten befanden, als Ort eines Blücher-Denkmals vorgeschlagen. Schadow hatte hierfür einen Entwurf gefertigt, der sich nicht verwirklichen ließ. Im Jahre 1949 verursachte ein erneuter Blitzeinschlag wiederum schwere Schäden an der Kapelle.
Auf dem Berg befinden sich ein Sendeturm und eine Bergbaude. Rund um die Bergspitze stehen rätselhafte heidnische Steinskulpturen: Jungfrau mit dem Fisch, Bär und Eber, die das charakteristische Symbol des Sonnenkults, die Swastika, tragen.
Der Zobten wird auch in der vierten Strophe des „Heimatliedes der Schlesier“ von Eduard Becher: O du Heimat, lieb und traut besungen.
Diese lautet:
Wo des Zobtens mächt'ger Bau

steigt empor zum Himmelsblau

und des Wetters Unbestand

weit im Umkreis macht bekannt

da bist du, mein Schlesierland.

## Tourismus

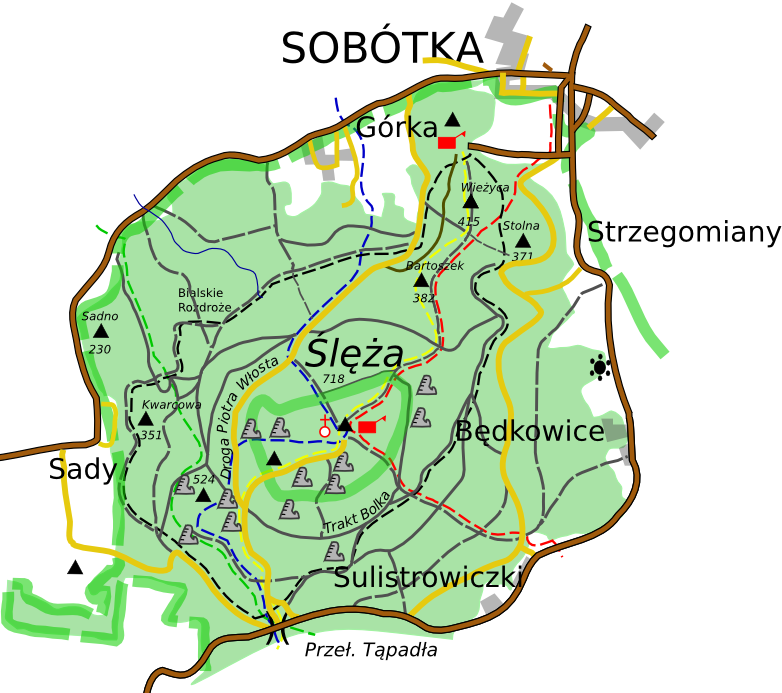
Karte des Berges mit Wanderwegen und Sehenswürdigkeiten

Bereits im 18. Jahrhundert fanden erste Besteigungen des Zobtenberges statt. Mit dem Bau der Breslau-Schweidnitz-Freiburger Eisenbahn in den 1840er Jahren kamen verstärkt Touristen zum Zobtenberg. 1885 wurde deshalb der Zobten-Gebirgs-Verein gegründet, der sich die touristische Erschließung des Berges zur Aufgabe gemacht hatte.
Der Zobten ist heute ein stark frequentierter Wanderberg. Das Forsthaus Tąpadła im Westen des Massivs sowie der Bahnhof der Stadt Sobótka sind Ausgangsorte für Zobtenbesteigungen (Aufstiegsdauer: rund 1,5 bis 2 Stunden). In Sobótka befindet sich auch das Zobtenmuseum. Sulistrowiczki und Sulistrowice sind Ferienorte mit Ferienhaussiedlungen am Südosthang des Zobtenbergs. In der Nähe befindet sich die Wieżyca-Hütte. Ein Schlepplift bietet eine kurze Ski-Abfahrt. Bei guter Schneelage werden Skiwanderungen angeboten. Ein weiterer Schlepplift befindet sich auch in Sobótka.

## Bergbau
Südlich des Geierberges wurde Serpentin und Chromerz abgebaut. Reste der alten Bergwerke sind dort unter Wald erhalten geblieben. Westlich von Sobótka wird Granit großflächig über Tage gebrochen. Der Zobten-Granit wird als Baustein, Pflasterstein und Straßenschotter verwendet.

## Sendeanlage
Auf der Ślęża befindet sich seit 1958 eine Sendeanlage des polnischen Rundfunks für UKW und TV, die als Antennenträger einen 136 Meter hohen freistehenden (mit zusätzlich seilverspannter Spitze) Stahlfachwerkturm verwendet. Dieser Sendeturm wurde 1972 als Ersatz für den 1958 gebauten 98 Meter hohen Sendeturm errichtet.

### Abgestrahlte Programme

#### Fernsehen
| Programm | Frequenz   | Kanalnummer | Sendeleistung |
| --- | ---------- | ----------- | ------------- |
| TVP1 Telewizja Polska S.A. (Erstes Programm des Polnischen Fernsehens)                                       | 223,25 MHz | 12          | 100 kW        |
| TVP2 Telewizja Polska S.A. (Zweites Programm des Polnischen Fernsehens)                                      | 503,25 MHz | 25          | 1000 kW       |
| POLSAT Telewizja Polsat S.A.                                                                                 | 775,25 MHz | 59          | 800 kW        |
| TVP3 Wrocław Telewizja Polska S.A. Oddział we Wrocławiu (Drittes Programm Breslau des Polnischen Fernsehens) | 639,25 MHz | 42          | 800 kW        |

#### Radio
| Programm | Frequenz   | Sendeleistung |
| --- | ---------- | ------------- |
| Radio Maryja Prowincja Warszawska Zgromadzenia O.O. Redemptorystów                                                                   | 88,90 MHz  | 120 kW        |
| Radio ZET Radio ZET Sp. z o.o. | 93,60 MHz  | 120 kW        |
| PR1 Polskie Radio S.A. | 98,80 MHz  | 120 kW        |
| PR3 Polskie Radio S.A. | 100,20 MHz | 120 kW        |
| Radio Wrocław Polskie Radio - Regionalna Rozgłośnia we Wrocławiu "Radio Wrocław" S.A. (Polnische Rundfunk Breslau, Regionalprogramm) | 102,30 MHz | 120 kW        |
| Radio ESKA Wrocław Radio ESKA S.A.                                                                                                   | 104,90 MHz | 60 kW         |